# Kfar Galim
Kfar Galim (hebrejsky כְּפַר גַּלִּים, doslova „Vesnice vln“, v oficiálním přepisu do angličtiny Kefar Gallim) je vzdělávací komplex a sídlo v Izraeli, v Haifském distriktu, v Oblastní radě Chof ha-Karmel.

## Geografie
Leží v nadmořské výšce 18 metrů v hustě osídlené a zemědělsky intenzivně využívané pobřežní nížině, nedaleko úpatí zalesněných svahů pohoří Karmel, ze kterého podél severní strany vesnice směřuje k moři vádí Nachal Ovadja.
Obec se nachází na břehu Středozemního moře (byť od vlastní čáry pobřeží ji odděluje těleso dálnice a železniční trati), cca 76 kilometrů severoseverovýchodně od centra Tel Avivu, cca 6 kilometrů jihozápadně od centra Haify a 2 kilometry severozápadně od města Tirat Karmel. Kfar Galim obývají Židé, přičemž osídlení v tomto regionu je židovské.
Kfar Galim je na dopravní síť napojen pomocí dálnice číslo 4. Západně od vesnice rovněž prochází nová dálnice číslo 2 (ovšem bez napojení) a dále železniční trať z Tel Avivu do Haify, která zde ale nemá zastávku (nejbližší je železniční stanice Chejfa Chof ha-Karmel).

## Dějiny
Kfar Galim byl založen v roce 1952. Jde o mládežnickou vesnici a vzdělávací komplex určený pro školské regionální a nadregionální potřeby. Areál sestává z vlastní školy, z internátní školy a z farmy. Škola nabízí střední vzdělání pro mládež z členských vesnic Oblastní rady Chof ha-Karmel. Dále je tu vyšší škola se zaměřením na elektrotechniku a elektroniku provozovaná ve spolupráci s izraelským vojenským letectvem. Internátní škola je určena pro studenty z celého Izraele a má 170 žáků včetně izraelských Drúzů a nových židovských imigrantů. Na internátní školu je napojena cvičná zemědělská farma, která rovněž dodává škole potraviny.

## Demografie
Podle údajů z roku 2014 tvořili naprostou většinu obyvatel v Kfar Galim Židé – cca 200 osob (včetně statistické kategorie "ostatní", která zahrnuje nearabské obyvatele židovského původu ale bez formální příslušnosti k židovskému náboženství, cca 300 osob).
Jde o menší sídlo vesnického typu s dlouhodobě stagnující populací. K 31. prosinci 2014 zde žilo 276 lidí. Během roku 2014 populace klesla o 7,1 %.
| Rok            | 1961 | 1972 | 1983 | 1995 | 2001 | 2003 | 2004 | 2005 | 2006 | 2007 | 2008 | 2009 | 2010 | 2011 | 2012 | 2013 | 2014 |
| -------------- | ---- | ---- | ---- | ---- | ---- | ---- | ---- | ---- | ---- | ---- | ---- | ---- | ---- | ---- | ---- | ---- | ---- |
| Počet obyvatel | 408  | 322  | 426  | 259  | 283  | 270  | 272  | 284  | 288  | 286  | 279  | 285  | 266  | 281  | 297  | 297  | 276  |